# Hemipterisca submarginata
Hemipterisca submarginata är en kackerlacksart som först beskrevs av Walker, F. 1871.  Hemipterisca submarginata ingår i släktet Hemipterisca och familjen småkackerlackor. Inga underarter finns listade i Catalogue of Life.